# Tuttle (Oklahoma)
Tuttle is een plaats (city) in de Amerikaanse staat Oklahoma, en valt bestuurlijk gezien onder Grady County.

## Demografie
Bij de volkstelling in 2000 werd het aantal inwoners vastgesteld op 4294.
In 2006 is het aantal inwoners door het United States Census Bureau geschat op 5704, een stijging van 1410 (32,8%).

## Geografie
Volgens het United States Census Bureau beslaat de plaats een oppervlakte van
75,5 km², geheel bestaande uit land. Tuttle ligt op ongeveer 402 m boven zeeniveau.

## Plaatsen in de nabije omgeving
De onderstaande figuur toont nabijgelegen plaatsen in een straal van 20 km rond Tuttle.